# Wisznia (dopływ Sanu)
Wisznia – rzeka, prawy dopływ Sanu. Ma źródła na Ukrainie. Całkowita długość rzeki około 100 km (w Polsce 15 km), powierzchnia dorzecza 1220 km². Na Ukrainie przepływa przez miasto Sądowa Wisznia. Granicę polsko-ukraińską przekracza w miejscowości Starzawa. W Polsce płynie przez miejscowości Kalników, Nienowice, Michałówka.